# Södra Kinnekulle Järnväg
Södra Kinnekulle Järnväg (SKJ) var en 891 mm smalspårig bana mellan Källby och Kinne-Kleva vid Kinnekulle i Skaraborgs län.

## Historia
Koncessionen för Södra Kinnekulle Järnväg erhölls 1918 men det dröjde till den 17 januari 1924 innan den var byggd och öppnades för trafik. Banan utgick från Kinnekulle-Lidköpings järnväg (KiLJ) omkring 500 m norr om Källby. Därifrån var det 9 km till Kinne-Kleva. Byggkostnaden var 480000 kr. Bolaget hade inga egna fordon utan banan trafikerades av Lidköpings Järnvägar.
Efter ett kort ägande av staten köpte Lidköpings stad bolaget 1928. Svenska staten köpte åter bolaget 1948 tillsammans med andra smalspåriga banor i Skaraborgs län. Bolaget uppgick i Statens Järnvägars (SJ) organisation.
Persontrafiken upphörde 1937 (officiellt 1938). Godstrafiken upphörde 1953 och banan lades ner 1955. Banan var enligt Ekonomiska kartan uppriven 1960.
Det mesta av banvallen är åker men en kort del söder om Kinnekulle Ring, som har byggts i kalkbrottet för Kinnekulleverken, finns kvar som väg.